# Aloe 'Midas'
Aloe 'Midas' é uma espécie de liliopsida do gênero Aloe, pertencente à família Asphodelaceae.